# Rupert (fiume)
Il fiume Rupert, in inglese Rupert River, è un fiume canadese situato nel nord-ovest del Québec.
Nasce dal lago Mistassini nella parte centrale del Québec e scorre verso ovest per una lunghezza di 600 km. Ha un bacino idrografico di 43.400 km². Sfocia nella baia di James.

## Galleria d'immagini

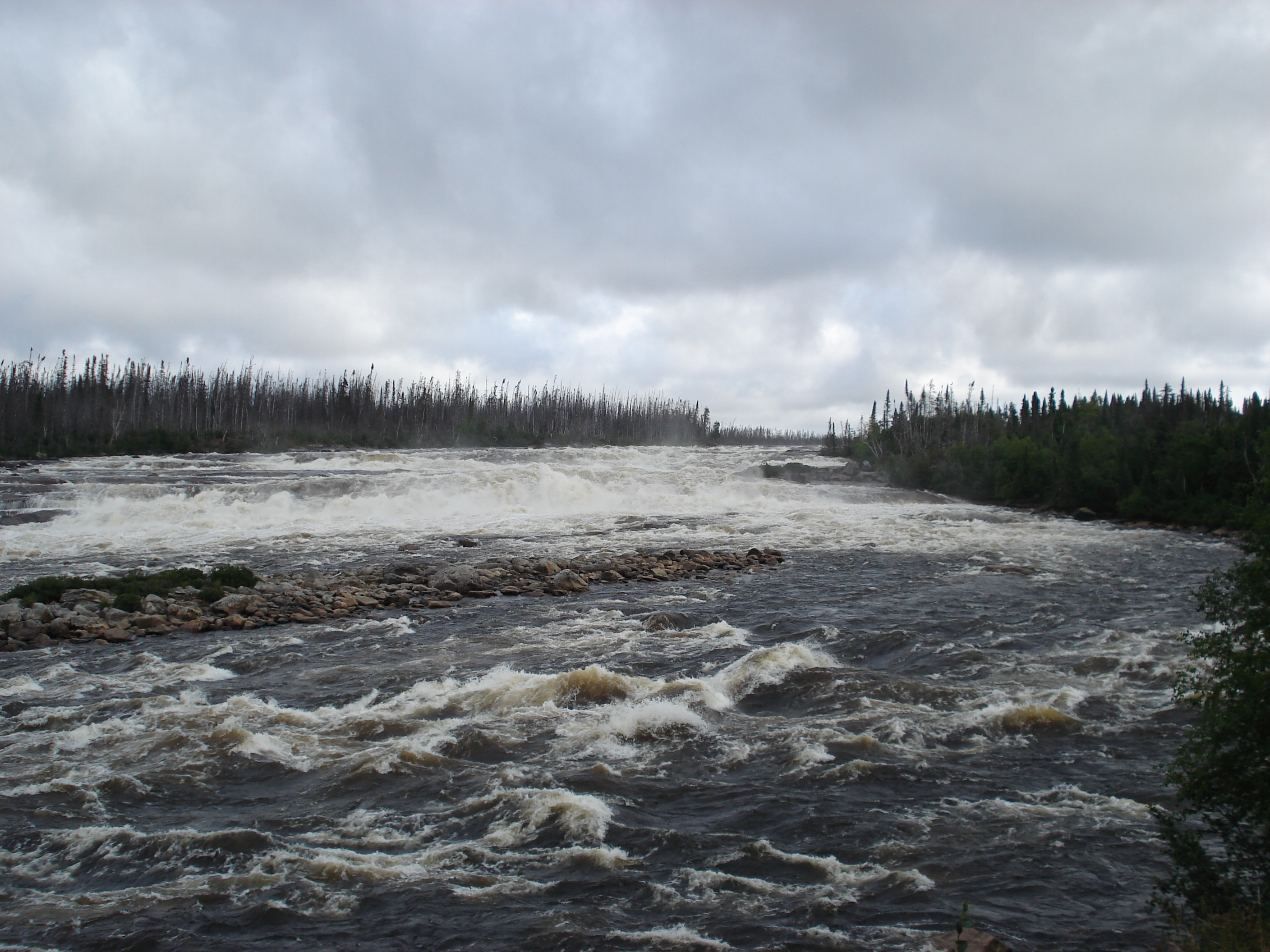
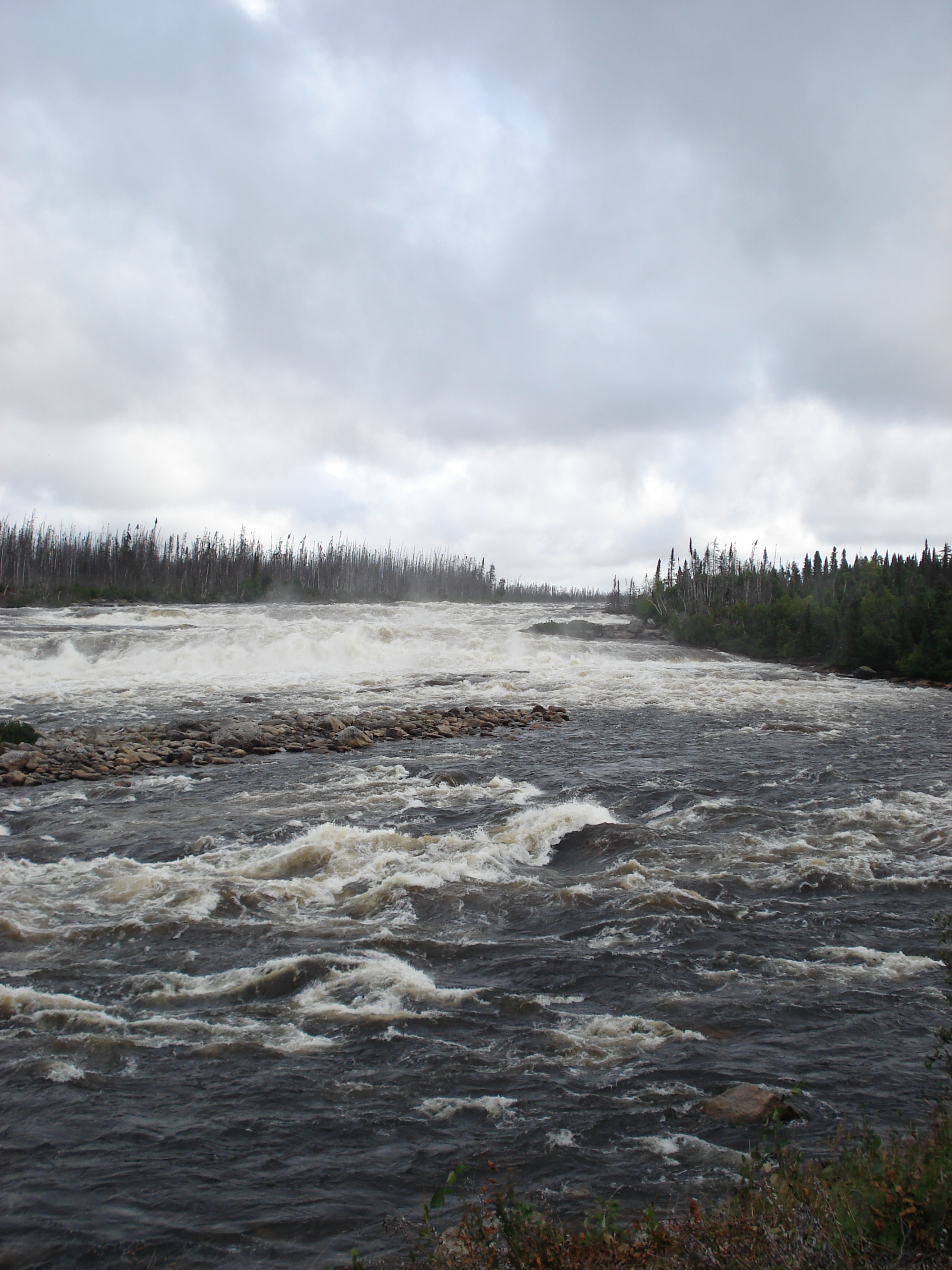
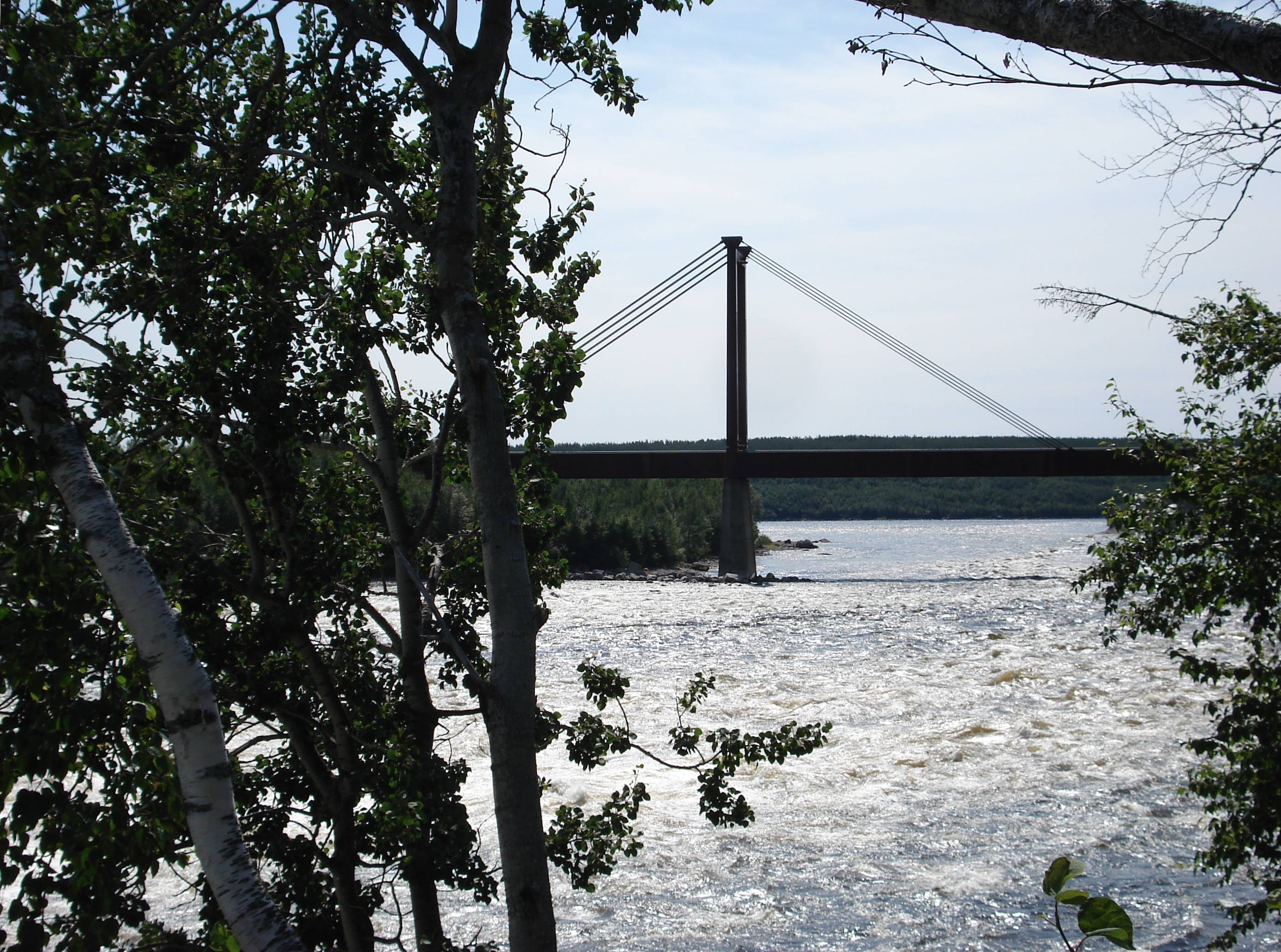
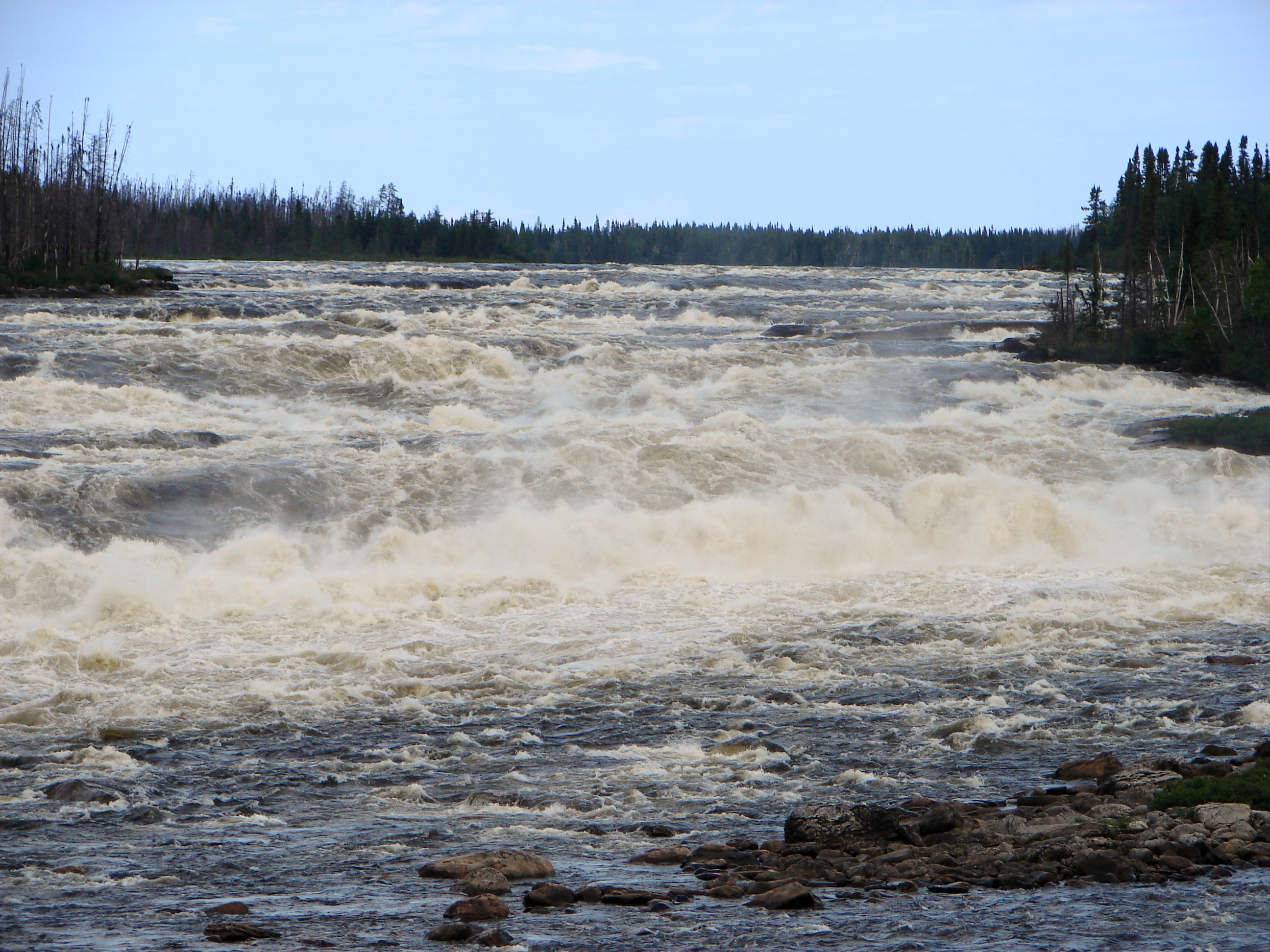